# Stanley Milgram
Pour les articles homonymes, voir Milgram.
Stanley Milgram, né le 15 août 1933 à New York et mort le 20 décembre 1984 dans la même ville, est un psychologue social américain. Il est principalement connu pour l'expérience de Milgram (sur la soumission à l'autorité) et l'expérience du petit monde. Il est considéré comme l'un des psychologues les plus importants du XXe siècle.

## Biographie
Né le 15 août 1933 à New York dans le quartier du Bronx, Milgram obtient son diplôme de science politique au Queens College de New York en 1954. Il s'inscrit à l'université Harvard pour rédiger une thèse en psychologie sociale, demande qui lui a été initialement refusée à cause d'un manque d'études en psychologie. Il est accepté en 1954 après avoir suivi six cours de psychologie, et obtient finalement sa thèse en 1960. Son mentor à Harvard fut le psychologue Solomon Asch.
Par la suite, il travaille surtout à l'université Yale, où il fait ses découvertes majeures.
C'est de 1960 à 1963 que Milgram mène une série d'expériences, avec plusieurs variantes, visant à estimer à quel point un individu peut se plier aux ordres d'une autorité qu'il accepte, mais qui entre en contradiction avec sa conscience. En 1962, l'American Psychological Association suspend son adhésion à cause de questions concernant l'éthique de ses expériences. Les résultats surprenants et assez inquiétants, mais aussi la méthode, ont provoqué de nombreux remous au sein de la communauté des psychologues et de l'opinion publique.
En 1967, Milgram reprend une idée développée en 1929 par Frigyes Karinthy : la théorie des six degrés de séparation. Milgram essaie de démontrer que tout être humain peut assez facilement être relié à un autre par une chaîne de relations sociales : il s'agit de l'expérience du petit monde.
En 1974, Milgram publie Obedience to Authority.
Il meurt à New York d'une crise cardiaque à l'âge de 51 ans.

## Apport et travaux
Son apport principal est l'étude de la soumission à l'autorité et la chaîne des relations sociales.

### Soumission à l'autorité

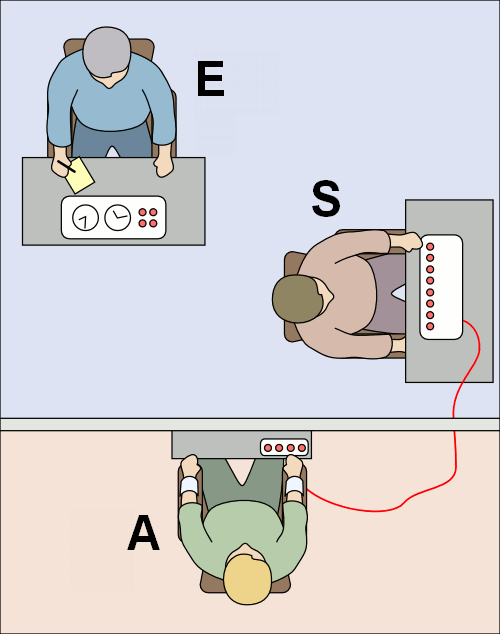
Schéma de l'expérience de Milgram. L’expérimentateur (E) amène le sujet (S) à infliger des chocs électriques à un autre participant, l’apprenant (A).

L'expérience de Milgram, devient largement connue à partir de 1963. L’expérimentateur qui représente l'autorité demande à un sujet de faire réciter des mots à un élève et si celui-ci se trompe à lui infliger des chocs électriques de plus en plus forts à chaque erreur. L'élève est en fait un acteur qui simule d'être électrocuté. Selon les cas, des participants continuent à infliger les chocs jusqu'au maximum prévu (450 V) en dépit des plaintes de l'acteur (62,5 % des participants lors des premières expériences de Milgram), obéissant aux ordres donnés par l'expérimentateur, tandis que d'autres refusent de se soumettre à l'autorité.

### Expérience du petit monde
Pour cette expérience, un agent de change de Boston est choisi comme « individu-cible », et trois groupes de départ d'une centaine de personnes chacun sont constitués aléatoirement, l'un composé d'habitants de Boston choisis au hasard, le deuxième d'habitants du Nebraska choisis au hasard, et le troisième d'habitants du Nebraska aussi, mais qui présentent la particularité d'être détenteurs d'actions. Chaque individu de ces groupes de départ reçoit un dossier décrivant l'expérience et l'individu-cible (son lieu de résidence et sa profession en particulier), et a pour mission de faire parvenir ce dossier par la poste, soit directement à l'individu-cible s'il le connaît personnellement, soit à une personne qu'il connaît personnellement et qui a une plus grande probabilité de connaître personnellement l'individu-cible.
Sur les 296 individus des groupes de départ, 217 ont accepté de participer à l'expérience et ont expédié le dossier à une de leurs connaissances, et finalement, 64 dossiers sont parvenus jusqu'à l'individu-cible, au terme de chaînes de connaissances de longueurs variables, mais dont la longueur moyenne était de 5,2 intermédiaires.

## Œuvres

### Livres
- Stanley Milgram, Obedience to Authority : An Experimental View, Harper Collins, 2004.
- Stanley Milgram, Soumission à l'autorité, 1974.  (ISBN 2-7021-0457-6)
- Stanley Milgram, The Individual in a Social World : Essays and Experiments, 2e éd., McGraw-Hill, 1992.

### Articles
- Stanley Milgram, Nationality and Conformity; with a biographical Sketch. Scientific American, 1961, 205: 34; 45-51, décembre 1961.
- Stanley Milgram, Behavioral study of obedience, Journal of Abnormal and Social Psychology, 1963, Vol. 67, pp. 371–378.
- Stanley Milgram, Hollander, P., Murder the Heard. Nation, 1964, 198: 602-4, 15 janvier 1964.
- Stanley Milgram, A. Milgram, Facts of Life. Nation, 1954, 199: 412+, No 30, 1964.
- Stanley Milgram, « Group pressure and action against a person », The Journal of Abnormal and Social Psychology, 69(2),‎ 1964, p. 137–143 (DOI https://doi.org/10.1037/h0047759)
- Stanley Milgram, « Liberating effects of group pressure », Journal of Personality and Social Psychology, vol. 1(2),‎ 1965, p. 127–134 (DOI 10.1037/h0021650)
- Stanley Milgram, J. Travers, An Experimental Study of the Small World Problem, Sociometry, 1969, Vol. 32, No. 4. (1), pp. 425–443
- Stanley Milgram, Experience in Living in Cities. Science, 1969, 167: 1461-8, Mr 13, ‘70.
- Stanley Milgram, If Hitler Asked You to Electrocute a Stranger, Would You ? Esquire, , 1970, 73: 72-73, février 1970.
- Stanley Milgram, J. Reinert, Would You Obey a Hitler ?, Science Digest, 1970, 67: 34-39, mai 1970.
- Stanley Milgram, Perils of Obedience, Harper, 1973, 247: 62+, 6 décembre 1973.
- Stanley Milgram, Man of 1,000 Ideas, Psychology Today, 1974, 8: 74-5, juin 1974.
- Stanley Milgram, Frozen World of the Familiar Stranger, Psychology Today, 1974, 8: 70-73, juin 1974.
- Stanley Milgram, Obedience to Authority, Harper and Row, 1974.
- Stanley Milgram, Image-Freezing Machine, Psychology Today, 1977, 14:7-12, novembre 1976.
- Stanley Milgram, City Families, Psychology Today, 1977, 10: 59-63+, janvier 1977.
- Stanley Milgram, Candid Camera, Society, 1979, 16: 72-5, septembre 1979.
- Stanley Milgram, Understanding Psychological Man, Psychology Today, 1982, 169: 49-51, Mai 1982.
- Stanley Milgram, Network Love, Omni, 1984, 7: 34+, octobre 1984.

## Postérité
Un passage du film I… comme Icare met en scène l'expérience de Milgram.
Dans son album de 1986 So, Peter Gabriel a écrit une chanson, We Do What We're Told (Milgram's 37), faisant référence à l'expérience de Milgram, qui dans une de ses variantes a vu 37 participants sur 40 infliger la décharge maximale.